# Романовський Василь
Василь Романо́вський (роки народження і смерті невдомі) — український майстер розпису на фарфорі кінця XIX — початку XX століття.
Працював на фарфоровій фабриці в Довбиші. Розписував чайні й столові сервізи, чашки, блюдця та інший посуд.